# Салгейру-ду-Кампу
Салгейру-ду-Кампу (порт. Salgueiro do Campo; МФА: [saɫ.ˈgɐj.ɾu du ˈkɐ̃.pu]) — парафія в Португалії, у муніципалітеті Каштелу-Бранку. Розташована в східній частині країни, на теренах історичної португальської провінції Бейра. Входить до складу округу Каштелу-Бранку. За адміністративним поділом, чинним до 1976 року, терени парафії були складовою провінції Нижня Бейра. Належить до Порталегрівсько-Каштелу-Бранківської діоцезії Католицької церкви. Патрон — святий Петро. Площа — 30,3386 км². Населення — 891 ос. (2011). Слабо урбанізований регіон. Густота населення — 29,37 осіб/км²
. Код — 050220.

## Населення
| Кількість мешканців | Кількість мешканців | Кількість мешканців | Кількість мешканців | Кількість мешканців | Кількість мешканців | Кількість мешканців | Кількість мешканців | Кількість мешканців | Кількість мешканців | Кількість мешканців | Кількість мешканців | Кількість мешканців | Кількість мешканців | Кількість мешканців |
| ------------------- | ------------------- | ------------------- | ------------------- | ------------------- | ------------------- | ------------------- | ------------------- | ------------------- | ------------------- | ------------------- | ------------------- | ------------------- | ------------------- | ------------------- |
| 1864                | 1878                | 1890                | 1900                | 1911                | 1920                | 1930                | 1940                | 1950                | 1960                | 1970                | 1981                | 1991                | 2001                | 2011                |
| 1 207               | 1 330               | 1 457               | 1 676               | 1 942               | 2 027               | 2 150               | 1 614               | 1 734               | 1 558               | 1 197               | 1 169               | 988                 | 965                 | 891                 |